# 宮安利紗
宮安 利紗（みややす りさ、1991年10月31日 - ）は、岡山県出身の元女子競輪選手。現役時代は日本競輪選手会岡山支部所属（当初は愛媛支部所属）、ホームバンクは玉野競輪場。日本競輪学校（当時。以下、競輪学校）第106期生。師匠は宇根秀俊（80期）。

## 経歴
岡山県立岡山東商業高等学校出身。中学、高校時代には陸上部に所属していた。高校卒業後、百貨店でアパレル店員の仕事をしていたときにガールズケイリンを知り、競輪選手に志したという
2012年12月20日、競輪学校第106回技能試験に合格。在校競走成績は13位（1勝）。
2014年5月14日、西武園競輪場でデビューし3着。初勝利は同年5月25日の京王閣競輪場で挙げた。
2017年1月19日付けで、愛媛支部から岡山支部へ移籍した。
2023年8月5日の高知FII（ナイター）2日日第6レース（ガールズ予選2）で7着となり、最終日は途中欠場。以後一度も出走することなく2024年2月に引退手続きを取り、2月26日、選手登録消除。現役時代の通算戦績は625戦17勝。
引退するにあたって、自身が使っていた自転車のフレームは猪頭香緒里が譲り受けた。
2024年3月15日、ホームバンクであった玉野競輪場にて引退セレモニーが行われ、仲の良い亀川史華が駆け付けた。今後は、岡山にあるスポーツジムでトレーナーとして活動する。